# Symphonie no 15 de Joseph Haydn
Pour les articles homonymes, voir Symphonie no 15.
La Symphonie no 15 en ré majeur Hob. I:15 est une symphonie du compositeur autrichien Joseph Haydn, composée entre 1760 et 1763.

## Analyse de l'œuvre
La symphonie comporte quatre mouvements:
1. Adagio - Presto
2. Menuet
3. Andante
4. Presto

Durée approximative : 20 minutes.

## Instrumentation
- deux hautbois, un basson, deux cors, cordes, continuo.